# Конкореццо
Конкореццо (італ. Concorezzo) — муніципалітет в Італії, у регіоні Ломбардія, провінція Монца і Бріанца.
Конкореццо розташоване на відстані близько 490 км на північний захід від Рима, 19 км на північний схід від Мілана, 6 км на схід від Монци.
Населення — 15 633 особи (2014).
Щорічний фестиваль відбувається 1^ неділі листопада. Покровитель — Cosma e Damiano.

## Демографія
Населення за роками:

Станом на 1 січня 2023 року в муніципалітеті офіційно проживало 1548 іноземців з 70 країн, серед них 431 громадянин країн Євросоюзу та 86 громадян України.

## Сусідні муніципалітети
- Аграте-Бріанца
- Аркоре
- Монца
- Віллазанта
- Вімеркате